# Paracingulina onzikuensis
Paracingulina onzikuensis is een slakkensoort uit de familie van de Pyramidellidae. De wetenschappelijke naam van de soort is voor het eerst geldig gepubliceerd in 1938 door Nomura.